# 掛川源一郎
掛川 源一郎（かけがわ げんいちろう、1913年〈大正2年〉11月17日 - 2007年〈平成19年〉12月26日）は、日本の写真家。北海道室蘭町（現・室蘭市）生まれ。

## 経歴
中学在学中にカメラを始める。室蘭中学校（現北海道室蘭栄高等学校）、千葉高等園芸学校（現千葉大学園芸学部）卒業。誠文堂新光社『実際園芸』編集所に勤務。編集記者兼カメラマンとして活躍。
1950年代に土門拳が提唱したリアリズム写真（絶対非演出の絶対スナップ）の影響を受ける。戦後は伊達高校に教員として勤務するかたわら、北海道における社会派カメラマンとして、貧しい漁村や開拓農家の暮らし、アイヌ民族、伊達発電所建設反対運動、ポリオ(小児マヒ)の子どもたち、有珠山噴火などを長期にわたって撮影。1961年には雑誌「世界」の口絵で第2回講談社写真賞を受賞した。
主な著書に『アイヌの神話』『アイヌの四季』（更科源蔵との共著）『若きウタリに』『大地に生きる』『バチラー八重子の生涯』など。1991年、第7回東川賞特別賞受賞。2000年に妻の入院に伴い札幌市に転居。2004年4月、約70年間の集大成として写真集『gen 掛川源一郎が見た戦後北海道』を出版。文化人類学者の山口昌男や写真家の吉田ルイ子らが写真集に言葉を寄せている。同年4月、北海道立文学館で写真展「写真家 掛川源一郎の20世紀」開催。2006年には北海道新聞文化賞を受賞した。
2007年12月26日、肺炎のため札幌市中央区の病院で死去、94歳。
現在は掛川源一郎写真委員会が、全著作権の管理を行っている。